# Орашац (Куманово)
Орашац (мкд. Орашац) је насеље у Северној Македонији, у северном делу државе. Орашац припада општини Куманово.
Орашац је био седиште истоимене општине до 2004. године, када је дата општина укинута, а њено подручје припојено општини Куманово.

## Географија
Орашац је смештен у северном делу Северне Македоније. Од најближег града, Куманова, село је удаљено 12 km југоисточно.
Насеље Орашац се налази у историјској области Средорек. Село је смештено на брдима јужно од долине реке Пчиње, на приближно 380 метара надморске висине. Јужно од села издиже се Градиштанска планина.
Месна клима је континентална.

## Становништво
Орашац је према последњем попису из 2002. године имао 387 становника.
Већинско становништво у насељу су етнички Македонци (100%).
Претежна вероисповест месног становништва је православље.